# Snowboard-Europacup 2012/13
Der Snowboard-Europacup 2012/13 war eine von der FIS organisierte Wettkampfserie, die zum Unterbau des Snowboard-Weltcups 2012/13 gehörte. Sie begann am 14. November 2012 in Landgraaf und endete am 24. März 2013 in Abzakowo.

## Männer

### Podestplätze Männer
| Datum             | Austragungsort    | Disz.                 | Sieger               | Zweiter             | Dritter             |
| ----------------- | ----------------- | --------------------- | -------------------- | ------------------- | ------------------- |
| 14. November 2012 | Landgraaf         | Slopestyle            | Jesper Kicken        | Joris Ouwerkerk     | Mario Visnap        |
| 8. Dezember 2012  | Lachtal           | Parallel-Riesenslalom | Andreas Lausegger    | Vic Wild            | Žan Košir           |
| 9. Dezember 2012  | Lachtal           | Parallel-Riesenslalom | Andreas Prommegger   | Aaron March         | Lukas Mathies       |
| 15. Dezember 2012 | Ratschings        | Parallelslalom        | Alexander Belkin     | Waleri Kolegow      | Stefan Baumeister   |
| 16. Dezember 2012 | Ratschings        | Parallelslalom        | Roland Fischnaller   | Alexander Payer     | Stefan Baumeister   |
| 22. Dezember 2012 | Cortina d’Ampezzo | Snowboardcross        | Mateusz Ligocki      | Konstantin Schad    | Fabio Cordi         |
| 23. Dezember 2012 | Cortina d’Ampezzo | Snowboardcross        | Mateusz Ligocki      | Florian Jud         | Luca Visintin       |
| 7. Januar 2013    | Davos             | Halfpipe              | Michael Schärer      | Yannick Imboden     | Linus Birkendahl    |
| 8. Januar 2013    | Davos             | Halfpipe              | Michael Schärer      | Nikolay Bilanin     | Lou Staub           |
| 12. Januar 2013   | Puy-Saint-Vincent | Snowboardcross        | Christopher Fischer  | Hanno Douschan      | Fabio Cordi         |
| 13. Januar 2013   | Puy-Saint-Vincent | Snowboardcross        | Lucas Eguibar        | Maciej Jodko        | David Bakeš         |
| 18. Januar 2013   | Les Deux Alpes    | Halfpipe              | Nikolay Bilanin      | Pavel Smirnov       | Tit Štante          |
| 19. Januar 2013   | Vrátna            | Parallel-Riesenslalom | Sebastian Kislinger  | Johann Stefaner     | Kentaro Yoshioka    |
| 20. Januar 2013   | Vrátna            | Parallel-Riesenslalom | Alexander Payer      | Konstantin Kotow    | Sebastian Kislinger |
| 26. Januar 2013   | Covilhã           | Slopestyle            | Youri Macciotta      | Gian Marco Maiocco  | Lorenzo Gennero     |
| 3. Februar 2013   | Val Thorens       | Slopestyle            | Florian Prietl       | Yannick Boudjelal   | Toms Petrusevics    |
| 9. Februar 2013   | Peyragudes        | Snowboardcross        | Mateusz Ligocki      | Pierre Ramoin       | Nicolas Omez        |
| 10. Februar 2013  | Peyragudes        | Snowboardcross        | Julian Lueftner      | Loic Gondard        | Mateusz Ligocki     |
| 9. Februar 2013   | Sarajewo          | Slopestyle            | Roland Hörtnagl      | Philipp Kundratitz  | Nicola Dioli        |
| 10. Februar 2013  | Sarajewo          | Big Air               | Roland Hörtnagl      | Emil Zulian         | Nicola Dioli        |
| 9. Februar 2013   | Mariańskie Łaźnie | Parallelslalom        | Daniel Weis          | Alexander Payer     | Johann Stefaner     |
| 10. Februar 2013  | Mariańskie Łaźnie | Parallelslalom        | Alexander Payer      | Johann Stefaner     | Sebastian Kislinger |
| 16. Februar 2013  | Lenzerheide       | Parallelslalom        | Lukas Schneeberger   | Alexander Payer     | Johann Stefaner     |
| 17. Februar 2013  | Lenzerheide       | Parallelslalom        | Alexander Payer      | Sebastian Kislinger | Darren Gardner      |
| 23. Februar 2013  | Osogowo           | Slopestyle            | Dimitar Chokoev      | Aljosa Krivec       | Peter Podlogar      |
| 24. Februar 2013  | Grasgehren        | Snowboardcross        | Steven Williams      | Florian Jud         | Simon White         |
| 2. März 2013      | Gerlitzen         | Parallelslalom        | Rok Marguč           | Sebastian Kislinger | Kentaro Yoshioka    |
| 15. März 2013     | Szekeril          | Halfpipe              | Nikita Awtanejew     | Nikolay Bilanin     | Dmitri Mindrul      |
| 16. März 2013     | Szekeril          | Halfpipe              | Sergei Tarassow      | Pavel Smirnov       | Dmitri Mindrul      |
| 15. März 2013     | Arcalis           | Snowboardcross        | Vincent Dreme        | Cristian Belingheri | Jérôme Lymann       |
| 16. März 2013     | Arcalis           | Snowboardcross        | Julian Lueftner      | Jérôme Lymann       | Christopher Fischer |
| 16. März 2013     | Rogla             | Parallel-Riesenslalom | Christoph Mick       | Edwin Coratti       | Aleksiej Sziwajew   |
| 17. März 2013     | Rogla             | Parallelslalom        | Johann Stefaner      | Sebastian Kislinger | Daniel Weis         |
| 16. März 2013     | Brand             | Slopestyle            | Roland Hörtnagl      | Toms Petrusevics    | Philipp Kundratitz  |
| 21. März 2013     | Rogla             | Slopestyle            | Toms Petrusevics     | Emil Zulian         | Žiga Rakovec        |
| 22. März 2013     | Lenk              | Snowboardcross        | Christian Ruud Myhre | Pierre Ramoin       | Anton Chepkasov     |
| 23. März 2013     | Lenk              | Snowboardcross        | Christian Ruud Myhre | Ruben Arnold        | Luca Visintin       |
| 23. März 2013     | Haus              | Big Air               | Alois Lindmoser      | Philipp Kundratitz  | Lorenz Vyslozil     |
| 23. März 2013     | Abzakowo          | Parallel-Riesenslalom | Dmitrij Tajmiulin    | Konstantin Kotow    | Waleri Kolegow      |
| 24. März 2013     | Abzakowo          | Parallelslalom        | Aleksiej Sziwajew    | Konstantin Shipilov | Bogdan Bogdanow     |

### Gesamtwertungen Männer
| Rang | Name                     | Punkte |
| ---- | ------------------------ | ------ |
| 1    | Johann Stefaner          | 3380   |
| 2    | Alexander Payer          | 3284   |
| 3    | Sebastian Kislinger      | 2806   |
| 4    | Daniel Weis              | 1968   |
| 5    | Waleri Kolegow           | 1205   |
| 6    | Kentarō Yoshioka         | 1178   |
| 7    | Andrzej Gąsienica Daniel | 1068   |
| 8    | Andreas Lausegger        | 1065   |
| 9    | Konstantin Shipilov      | 1052   |
| 10   | Daniel Krebs             | 1049   |

| Rang | Name                | Punkte |
| ---- | ------------------- | ------ |
| 1    | Christopher Fischer | 2125   |
| 2    | Pierre Ramoin       | 2082   |
| 3    | Mateusz Ligocki     | 2035   |
| 4    | Julian Lüftner      | 1835   |
| 5    | Luca Visintin       | 1677   |
| 6    | Jérôme Lymann       | 1482   |
| 7    | Cristian Belingheri | 1375   |
| 8    | Anton Chepkasov     | 1347   |
| 9    | Florian Jud         | 1187   |
| 10   | Martin Nörl         | 1159   |

| Rang | Name             | Punkte |
| ---- | ---------------- | ------ |
| 1    | Nikolay Bilanin  | 1750   |
| 2    | Pavel Smirnov    | 1025   |
| 3    | Michael Schärer  | 1000   |
| 4    | Nikita Awtanejew | 750    |
| 5    | Dmitri Mindrul   | 600    |
| 6    | Luis Eckert      | 530    |
| 7    | Yannick Imboden  | 500    |
| 7    | Tit Štante       | 500    |
| 7    | Sergei Tarassow  | 500    |
| 10   | Simon Bürki      | 450    |

| Rang | Name               | Punkte |
| ---- | ------------------ | ------ |
| 1    | Toms Petrusevics   | 1495   |
| 2    | Roland Hörtnagl    | 1303   |
| 3    | Arturs Vasarajs    | 830    |
| 4    | Youri Macciotta    | 810    |
| 5    | Florian Prietl     | 713    |
| 6    | Philipp Kundraditz | 700    |
| 7    | Emil Zulian        | 690    |
| 8    | Yannick Boudjelal  | 546    |
| 9    | Nicola Dioli       | 525    |
| 9    | Mario Visnap       | 525    |

| Rang | Name                | Punkte |
| ---- | ------------------- | ------ |
| 1    | Roland Hörtnagl     | 725    |
| 2    | Philipp Kundraditz  | 600    |
| 3    | Alois Lindmoser     | 500    |
| 4    | Stefan Spiss        | 475    |
| 5    | Emil Zulian         | 400    |
| 6    | Julian Maschl       | 305    |
| 7    | Christian Buchacher | 300    |
| 7    | Nicola Dioli        | 300    |
| 7    | Lorenz Vyslozil     | 300    |
| 10   | Viktor Szigeti      | 250    |

## Frauen

### Podestplätze Frauen
| Datum             | Austragungsort    | Disz.                 | Sieger                   | Zweiter               | Dritter                   |
| ----------------- | ----------------- | --------------------- | ------------------------ | --------------------- | ------------------------- |
| 14. November 2012 | Landgraaf         | Slopestyle            | Cheryl Maas              | Klaudia Medlová       | Lucile Lefevre            |
| 8. Dezember 2012  | Lachtal           | Parallel-Riesenslalom | Isabella Laböck          | Anke Karstens         | Marion Kreiner            |
| 9. Dezember 2012  | Lachtal           | Parallel-Riesenslalom | Marion Kreiner           | Aljona Sawarsina      | Tanja Brugger             |
| 15. Dezember 2012 | Ratschings        | Parallelslalom        | Hilde Katrine Engeli     | Natalja Sobolewa      | Rosa Czipf                |
| 16. Dezember 2012 | Ratschings        | Parallelslalom        | Natalja Sobolewa         | Annamari Tschundak    | Aleksandra Król           |
| 22. Dezember 2012 | Cortina d’Ampezzo | Snowboardcross        | Raffaella Brutto         | Luca Berg             | Pauline Tilloy            |
| 23. Dezember 2012 | Cortina d’Ampezzo | Snowboardcross        | Michela Moioli           | Elisa Ravel           | Katharina Neussner        |
| 7. Januar 2013    | Davos             | Halfpipe              | Verena Rohrer            | Lea Djukić            | Celia Petrig              |
| 8. Januar 2013    | Davos             | Halfpipe              | Verena Rohrer            | Lea Djukić            | Celia Petrig              |
| 12. Januar 2013   | Puy-Saint-Vincent | Snowboardcross        | Déborah Anthonioz        | Lorelei Schmitt       | Sofia Belingheri          |
| 13. Januar 2013   | Puy-Saint-Vincent | Snowboardcross        | Raffaella Brutto         | Nelly Moenne-Loccoz   | Susanne Moll              |
| 18. Januar 2013   | Les Deux Alpes    | Halfpipe              | Lucile Lefevre           | Lou Chabelard         | Olga Smeszliwaja          |
| 19. Januar 2013   | Vrátnay           | Parallel-Riesenslalom | Tanja Brugger            | Daria Groznowa        | Ekaterina Khatomchenkova  |
| 20. Januar 2013   | Vrátnay           | Parallel-Riesenslalom | Ekaterina Khatomchenkova | Tanja Brugger         | Nicole Baumgartner        |
| 26. Januar 2013   | Covilhã           | Slopestyle            | Elena Garcia             | Atti Holst            | Maria Hidalgo             |
| 3. Februar 2013   | Val Thorens       | Slopestyle            | Lucile Lefevre           | Chloe Schillers       | Marion Gouwy              |
| 9. Februar 2013   | Peyragudes        | Snowboardcross        | Charlotte Bankes         | Elisa Ravel           | Oceane Pozzo              |
| 10. Februar 2013  | Peyragudes        | Snowboardcross        | Charlotte Bankes         | Elisa Ravel           | Oceane Pozzo              |
| 9. Februar 2013   | Sarajewo          | Slopestyle            | Vesna Kajzer             | Maria Delfina Maiocco | Valentina Barengo         |
| 10. Februar 2013  | Sarajewo          | Big Air               | Valentina Barengo        | Maria Delfina Maiocco | Paulina Berislavić        |
| 9. Februar 2013   | Mariańskie Łaźnie | Parallelslalom        | Maria Sitzenfrei         | Ladina Jenny          | Natalja Sobolewa          |
| 10. Februar 2013  | Mariańskie Łaźnie | Parallelslalom        | Natalja Sobolewa         | Andrea Minarik        | Bernadette Ernst          |
| 16. Februar 2013  | Lenzerheide       | Parallelslalom        | Ladina Jenny             | Maria Sitzenfrei      | Tanja Brugger             |
| 17. Februar 2013  | Lenzerheide       | Parallelslalom        | Maria Sitzenfrei         | Bernadette Ernst      | Ladina Jenny              |
| 23. Februar 2013  | Osogowo           | Slopestyle            | Vesna Kajzer             | Sara Domajnko         | Stanislava Slavovova      |
| 24. Februar 2013  | Grasgehren        | Snowboardcross        | Charlotte Bankes         | Oceane Pozzo          | Pauline Tilloy            |
| 2. März 2013      | Gerlitzen         | Parallelslalom        | Ina Meschik              | Michelle Dekker       | Julia Dujmovits           |
| 15. März 2013     | Szekeril          | Halfpipe              | Asthik Ter-Minasyan      | Elena Alekhina        | Anna Moskal               |
| 16. März 2013     | Szekeril          | Halfpipe              | Elena Alekhina           | Tatiana Kiselewa      | Asthik Ter-Minasyan       |
| 15. März 2013     | Arcalis           | Snowboardcross        | Elisa Ravel              | Debbie Pleisch        | Oceane Pozzo              |
| 16. März 2013     | Arcalis           | Snowboardcross        | Elisa Ravel              | Debbie Pleisch        | Juliette Lefevre          |
| 16. März 2013     | Rogla             | Parallel-Riesenslalom | Ekaterina Khatomchenkova | Daria Groznowa        | Ladina Jenny              |
| 17. März 2013     | Rogla             | Parallelslalom        | Natalja Sobolewa         | Ladina Jenny          | Cheyenne Loch             |
| 21. März 2013     | Rogla             | Slopestyle            | Valentina Barengo        | Maria Delfina Maiocco | Johanna Elisabeth Sternat |
| 22. März 2013     | Lenk              | Snowboardcross        | Elisa Ravel              | Charlotte Bankes      | Pauline Tilloy            |
| 23. März 2013     | Lenk              | Snowboardcross        | Debbie Pleisch           | Elisa Ravel           | Oceane Pozzo              |
| 23. März 2013     | Abzakowo          | Parallel-Riesenslalom | Natalja Sobolewa         | Daria Groznowa        | Alena Kuleszowa           |
| 24. März 2013     | Abzakowo          | Parallelslalom        | Jelisaweta Salichowa     | Daria Groznowa        | Waleria Ptukina           |

### Gesamtwertungen Frauen
| Rang | Name                     | Punkte |
| ---- | ------------------------ | ------ |
| 1    | Tanja Brugger            | 3035   |
| 2    | Ladina Jenny             | 2792   |
| 3    | Ekaterina Khatomchenkova | 2650   |
| 4    | Maria Sitzenfrei         | 2617   |
| 5    | Natalja Sobolewa         | 2376   |
| 6    | Bernadette Ernst         | 1974   |
| 7    | Nicole Baumgartner       | 1755   |
| 8    | Rosa Czipf               | 1604   |
| 9    | Cheyenne Loch            | 1540   |
| 10   | Weronika Biela-Nowaczyk  | 1411   |

| Rang | Name             | Punkte |
| ---- | ---------------- | ------ |
| 1    | Elisa Ravel      | 3755   |
| 2    | Oceane Pozzo     | 2460   |
| 3    | Pauline Tilloy   | 2255   |
| 4    | Charlotte Bankes | 2150   |
| 5    | Debbie Pleisch   | 2130   |
| 6    | Jenny Pleisch    | 1475   |
| 7    | Juliette Lefevre | 1365   |
| 8    | Raffaella Brutto | 1300   |
| 9    | Sofia Belingheri | 1230   |
| 10   | Sophie Dumont    | 1200   |

| Rang | Name                 | Punkte |
| ---- | -------------------- | ------ |
| 1    | Elena Alekhina       | 1080   |
| 2    | Verena Rohrer        | 1000   |
| 3    | Lea Djukić           | 800    |
| 3    | Asthik Ter-Minasyan  | 800    |
| 5    | Celia Petrig         | 600    |
| 6    | Tatiana Kiselewa     | 560    |
| 7    | Klementyna Kołodziej | 550    |
| 7    | Anna Moskal          | 550    |
| 9    | Lucile Lefevre       | 500    |
| 9    | Ramona Petrig        | 500    |

| Rang | Name                  | Punkte |
| ---- | --------------------- | ------ |
| 1    | Maria Delfina Maiocco | 1250   |
| 2    | Vesna Kajzer          | 1225   |
| 3    | Valentina Barengo     | 980    |
| 4    | Sara Domajnko         | 810    |
| 5    | Lucile Lefevre        | 800    |
| 6    | Chloe Sillieres       | 650    |
| 7    | Laura Whitehead       | 510    |
| 8    | Elena Garcia          | 500    |
| 8    | Cheryl Maas           | 500    |
| 10   | Ana Misetic           | 450    |

| Rang | Name                  | Punkte |
| ---- | --------------------- | ------ |
| 1    | Valentina Barengo     | 500    |
| 2    | Maria Delfina Maiocco | 400    |
| 3    | Paulina Berislavić    | 300    |
| 4    | Ana Rumiha            | 250    |
| 5    | Megi Maglica          | 225    |
| 6    | Ana Misetic           | 200    |
| 7    | Tiziana Kovac         | 180    |
| 8    | Andrea Lukezic        | 160    |
| 9    | Nikolina Miseta       | 145    |